# Radim Holeček
Radim F. Holeček (* 21. června 1976 Most) je český politik, v letech 2013 až 2017 poslanec Poslanecké sněmovny PČR, bývalý člen ODS.

## Život
V roce 1994 maturoval na Podkrušnohorském gymnáziu Most, následně vystudoval obor němčina – dějepis na Pedagogické fakultě Univerzity Jana Evangelisty Purkyně v Ústí nad Labem.
Mezi lety 2011 až 2013 působil jako vedoucí Centra celoživotního vzdělávání na Pedagogické fakultě Univerzity Jana Evangelisty Purkyně v Ústí nad Labem.
Angažuje se v občanském sdružení Společnost Hedviky Mukdenové, jehož dvacet členů se zabývá především česko-německo-židovskými vztahy. V roce 2003 vydal knihu o Hedvice Mukdenové, o které často přednáší.
Radim F. Holeček je ženatý a má dvě děti (syn Richard a dcera Zuzana).

## Politické působení
Od roku 2005 byl členem ODS. V komunálních volbách v roce 2006 za stranu neúspěšně kandidoval do Zastupitelstva městského obvodu Ústí nad Labem-město. V únoru 2013 byl zvolen oblastním předsedou ODS na Ústecku. V komunálních volbách v roce 2014 kandidoval za ODS do Zastupitelstva města Ústí nad Labem a do Zastupitelstva Městského obvodu Ústí nad Labem-město, ale ani v jednom případě neuspěl.
Ve volbách do Poslanecké sněmovny PČR v roce 2013 kandidoval v Ústeckém kraji jako lídr ODS a byl zvolen. V únoru 2017 ukončil své členství v ODS, důvodem k odchodu byly dle jeho názoru poměry a spory v krajské organizaci. Členem Poslaneckého klubu ODS zůstal.
Ve volbách do Poslanecké sněmovny PČR v roce 2017 již nekandidoval.
V roce 2024, kdy pracoval jako asistent poslankyně za ANO 2011 Bereniky Peštové, se na sociálních sítích vulgárně vyjádřil o prezidentu republiky Petru Pavlovi a jeho podporovateli herci Ondřeji Vetchém. Podle poslankyně „byl příspěvek za hranou“.